# 胡井剛一
胡井 剛一（えびい こういち、1905年1月10日 - 1988年2月22日）は日本の柔道家（講道館9段）。

## 経歴
愛媛県出身で、京都の平安中学校を経て武道専門学校に入学。身長167cm・体重68kgと決して大柄な体格ではなかったが、絶品と言われた小内刈や大内刈、巴投から固技への連絡を武器に柔軟な体や熱心な技の研究とも相俟って腕を磨き、また背負投や大外刈にも長じてその名を轟かせた。記録上の講道館入門は1928年3月20日。1930年5月に柔道教士を拝命した。
1931年3月に武専を卒業するとそのまま同校の助手として残る傍ら京都府警察部堀川警察署でも指導を行い、また京都同志社高商では師範として寝技を部員に徹底的に叩き込んで1937年の全国高専柔道大会で同校を優勝に導いた。一方で自身も現役選手として活躍し武徳祭大会等に出場したほか、1936年の全日本選士権（専門壮年後期の部）で宮城の強豪・木下貢5段を送襟絞に破っている。
武専では教授まで務めて1943年に同校を辞し、戦後は1952年より同志社大学、翌53年より天理学園にて師範・講師等を歴任、大谷大学でも後進の指導に当たった。また天理大学では1955年の体育学部創設段階から携わってその礎を築いている。同時に1966年まで永く京都府警察部師範を務めた事もあって胡井の指導を受けた弟子は近畿各地を中心に数知れず、その指導方針は一貫して「和の精神を以って強い精神力と体力の養成」を主眼とし、「投げられた時、元気が無くなった時にこそ本当の技が生まれる」と説いたという。
1956年の第1回世界選手権では三船久蔵や栗原民雄らと共に審判員の重責を担い、1963年には京都新聞社より体育功労賞を受賞。
晩年は近畿柔道連盟や京都府柔道連盟の副会長、全日本柔道連盟理事など要職を務めて京都柔道界の振興に尽力し、閑静な京田辺の地で書道や家庭菜園に勤しんだ。柔道界に対する永年の貢献から1972年に京都府柔道連盟功労賞を受け、1975年には日本国政府から勲五等双光旭日章の光栄に浴した。1981年には講道館から9段位を允許され、1988年にその天寿を全うしている。
胡井は兵役に召集された際に軍務の過労で瀕死となり除隊・復員したほか、肺炎、虫垂炎とその合併症の腹膜炎、血管手術など幾度も生命を脅かされながら、その度に柔道で培った持ち前の精神力で乗り切ってきた。胡井の武道専門学校時代の4年半後輩で後に昭和天覧試合で優勝した平田良吉は、胡井の死に際し「何時もニコニコ顔で家族や生徒を大声で叱ったり怒鳴ったりというのは聞いた事が無く、その人柄は春風駘蕩の如し」「背筋の通った後姿が美しくお洒落にも気を使っており、君子慎独を心根にしていた」と、その人柄を述懐している。